# Jumoyo
Jumoyo is een bestuurslaag in het regentschap Magelang van de provincie Midden-Java, Indonesië. Jumoyo telt 7858 inwoners (volkstelling 2010).